# George Washington Custis Lee
George Washington Custis Lee, né le 16 septembre 1832 à Fort Monroe et mort le 18 février 1913 à Alexandria, aussi connu comme Custis Lee, est le fils aîné de Robert Lee et Mary Anna Custis Lee. Son grand-père, George Washington Parke Custis, est de la famille de George Washington.

## Avant la guerre
Il est diplômé de l'académie militaire de West Point en 1854.

## Guerre de Sécession
Il a servi comme général confédéré dans la guerre de Sécession, principalement comme aide de camp du président confédéré Jefferson Davis.
George W. Custis Lee est capturé lors de la bataille de Sayler's Creek.

## Après la guerre
Il a succédé à son père à la présidence de l'université Washington et Lee de Lexington en Virginie.
Il est enterré à la Lee Chapel.